# Elly Dekker
Elisabeth (Elly) Dekker (Haarlem, 1943) és una astrònoma i historiadora de la ciència holandesa, especialitzada en la història de l'astronomia. Va estudiar física teòrica i astronomia a la Universitat d'Utrecht. El 1975 va obtenir un doctorat en astronomia a la Universitat de Leiden amb la tesi Estructura espiral i dinàmica dels sistemes estel·lars plans supervisada per Hendrik C. van de Hulst. Entre 1978 i 1988 va ser conservadora del Museu Boerhaave de Leiden i després va passar a exercir d'erudita independent. De 1993 a 1995 va ser becària Sackler dels Royal Museums Greenwich. El 1998 va rebre la medalla Caird pel seu treball sobre la col·lecció de globus celestes i esferes armil·lars del Museu Marítim Nacional de Greenwich. En el camp d'altres instruments astronòmics, s'ha destacat pels seus estudis sobre la determinació de l'antiguitat dels astrolabis a través de la posició dels indicadors estel·lars de l'aranya i en l'estudi de les antigues taules d'estels que podien haver servit de model pels autors dels astrolabis, com és el cas de l'Astrolabi de Barcelona de Lupitus Barchinonensis. (vegeu també: astrolabi).

## Publicacions
Dekker és autora d'articles i llibres, entre altres:

### Articles
- 'Spiral structure and the dynamics of galaxies', Physics Reports 24 (1976) 315-389
- 'Jacobus C. Kapteyn (1852-1922)', en: Kox, A.J. and Chamalaun, M. eds: Van Stevin tot Lorentz. Portretten van Nederlandse natuurwetenschappers, Amsterdam 1980, p. 177-191. en holandès.
- 'Early Explorations of the Southern Celestial Sky',en: Annals of Science 44 (1987) pp. 439-470. [Sobre la cartografia del cel austral per part dels mariners holandesos a finals del segle XVI.]
- 'Frederik Kaiser en zijn pogingen tot hervorming van ‘het sterrekundig deel van onze zeevaart', Gewina / Tijdschrift voor de Geschiedenis der Geneeskunde, Natuurwetenschappen, Wiskunde en Techniek TGGNWT 13 (1990) 23-41. en holandès
- 'Of astrolabes and dates and dead ends', Annals of Science, 49 (1992), p. 175-184
- Juntament amb Turner, Gerard L'Estrange: An Astrolabe Attributed to Gerard Mercator c.1570. Annals of Science, 50, 1993, p. 403-443. Reed.: Variorum 2003
- 'Epact Tables on Instruments: Their Definition and Use', Annals of Science, 50 (1993), 303–24
- 'Frederik Kaiser and his Steady Boat Compass with light lllumination'. en Turner, Gerard L'Estrange (1993): Making instruments count: essays on historical scientific instruments. Aldershot: Variorum, XIX
- 'An Unrecorded Medieval Astrolabe Quadrant, c. 1300', en: Annals of Science 52 (1995), pp. 1-47
- Juntament amb Kunitzsch, Paul: 'The Stars on the Rete of the so-called "Carolingian Astrolabe'. En Casulleras, Josep – Samsó, Julio (editors): De Bagdad a Barcelona. Universitat de Barcelona, Anuari de Filologia, 19, 1996, p. 655-672
- A Close Look at two Astrolabes and their Star Tables. en Sic itur ad astra: Studien zur Geschichte der Mathematik und Naturwissenschaften: Festschrift für den Arabisten Paul Kunitzsch zum 70 Geburtstag, Wiesbaden, Ed. Folkerts & Lorch p. 177-215
- 'Exploring the retes of astrolabes', en Koenraad Van Cleempoel (ed.), Astrolabes at Greenwich. A Catalogue of the Astrolabes in the National Maritime Museum Greenwich, Oxford, Oxford University Press, 2005, p. 47-71
- 'Carolingian Planetary Observations: The Case of the Leiden Planetary Configuration', Journal for the History of Astronomy 39 (2008) 77-90
- 'A ‘Watermark’ of Eudoxan Astronomy', Journal for the History of Astronomy 39 (2008) 213-228
- 'Caspar Vopel's Ventures in Sixteenth-Century Celestial Cartography', Imago Mundi 62:2 (2010) 161-190
- Juntament amb Kristen Lippincott: 'The provenance of the stars in the Leiden Aratea picture book', en:Journal of the Warburg and Courtauld Institutes eds. E.H. Gombrich et al. 73 2010 (2011), 1-37
- 'Construction and copy: aspects of the early history of celestial maps', Beiträge zur Astronomiegeschichte, Band 13, Acta Historica Astronomiae, Vol. 58 (2016), pp. 47–93.
- 'The Nuremberg maps: a Pythagorean-Platonic view of the cosmos', Beiträge zur Astronomiegeschichte, Band 13, Acta Historica Astronomiae, 58 (2016), pp. 95–124

### Llibres
- Spiral structure and the dynamics of flat stellar systems, PhD thesis Leiden : Rijksuniversiteit, 1975. 148 p. : ill. ; 24 cm.
- Juntament amb Peter van der Krogt: Globes from the Western World, London, Zwemmer, 1993[5]
- Juntament amb Raf Van Laere: De verbeelde wereld. Globes, atlassen, kaarten en meetinstrumenten uit de 16de en 17de eeuw, [Antwerpen] Kredietbank 1997. en holandès.
- Globes at Greenwich: a catalogue of the globes and armillary spheres in the National Maritime Museum, Greenwich, Oxford University Press, 1999)[6]
- Catalogue of Orbs, Spheres and Globes, Istituto e Museo di Storia della Scienza, Cataloghi di raccolte scientifiche, 5. Firenze, Giunti, 2004[7] 188 + 16 pp. planxes de colors
- Illustrating the Phaenomena: Celestial Cartography in Antiquity and the Middle Ages, Oxford University Press, 2013[8], 467 p.

## Vida personal
Dekker va estar casada amb l'astrònom i físic Henk van Bueren (1925–2012).